# ویلیس وتون
ویلیس وتون (انگلیسی: Willis Vaughton; ۲۰ ژانویهٔ ۱۹۱۱ – ۱۷ دسامبر ۲۰۰۷) بازیکن فوتبال اهل بریتانیا بود.
از باشگاه‌هایی که در آن بازی کرده‌است می‌توان به باشگاه فوتبال شفیلد یونایتد، باشگاه فوتبال بوستون یونایتد، و باشگاه فوتبال هادرزفیلد تاون اشاره کرد.